# Merkwaarde
Merkwaarde (ook wel brand value of brand equity genoemd) is de financiële waarde die in het merk opgeslagen zit. Doorgaans wordt aangenomen dat de merkwaarde overeenkomt met de contant gemaakte toekomstige kasstromen die aan het merk toe te wijzen zijn.

## Waarderingsmodellen
Elke berekening van merkwaarde is, op zijn best, slechts een benadering van de werkelijke waarde. Desondanks zijn er enkele adviesbureaus die zich specialiseren in het bepalen van merkwaarden. Twee bekende spelers op deze markt zijn Interbrand en Brand Finance. Vaak gebruiken zij één of een combinatie van onderstaande modellen:

### Op kosten gebaseerde aanpak
De eerste van de waarderingsmethoden kijkt vooral naar de kostenkant van merken. Hoewel op het eerste gezicht aantrekkelijk (want relatief eenvoudig voor te stellen) stuiten veel van deze methoden op praktische of zelfs principiële bezwaren.

#### Kostenvoordeel-methode
Doorgaans brengt het hebben van een merk een kostenvoordeel met zich mee omdat er reeds een uitgangspositie is waarop doorgebouwd kan worden. Zo zal er al sprake zijn van een zekere merkbekendheid en hebben consumenten al bepaalde associaties bij het merk.

#### Historische kosten-methode
De historische kosten-methode gaat ervan uit dat een merk evenveel waard is als de kosten die gemaakt zijn om tot het merk te komen. Hierbij moet gedacht worden aan uitgaven aan advertenties, consumentenacties et cetera. Lastig hierbij is dat doorgaans niet duidelijk is welke acties wel effect gehad hebben en welke niet, dit terwijl voor juiste toepassing uitgaven aan marketingactiviteiten zonder effect achterwege zouden kunnen blijven. Ook kunnen voor deze toepassing van de historische kosten-methode niet tot nauwelijks succesvolle casestudies gepresenteerd worden.

#### Vervangingswaarde-methode
Vergelijkbaar met de historische kosten-methode wordt er bij de vervangingswaarde-methode gekeken naar wat er nodig is om een merk met gelijke eigenschappen opnieuw te creëren. Als het merk Heineken bij 800 miljoen mensen wereldwijd bekend is, wat zou het dan kosten om opnieuw een merk bij 800 miljoen mensen bekend te maken. Problemen bij deze methode is dat er vaak een zeer groot aantal attributen aan een merk gelieerd zijn. Naamsbekendheid is, hoewel erg belangrijk, slechts een van de factoren die ertoe doet. Daarnaast zijn veel eigenschappen van merken moeilijk meetbaar, zodat het vrijwel onmogelijk is vast te stellen of een nieuw merk dezelfde eigenschappen heeft, laat staan om vooraf in te schatten wat het zou kosten om die eigenschappen opnieuw te bewerkstelligen.

### Op inkomen gebaseerde aanpak
Door marketeers worden waarderingen van merken die op de inkomstenkant van merken gebaseerd zijn doorgaans beter gewaardeerd dan de kosten-aanpak. Dit komt mogelijk doordat inkomen-methoden aansluiten bij waar een merk in de beleving van veel marketeers voor staat, namelijk een middel om geld mee te verdienen.

#### Prijs-premiummethode
Bij de prijs-premium methode wordt de waarde van het merk gesteld op de optelsom van alle toekomstige overwinsten die als gevolg van het merk gemaakt kunnen worden. Hiertoe wordt de verkoopprijs vergeleken met die van een vergelijkbaar product zonder merk. Het verschil is dan de overwinst die aan het merk toe te wijzen valt. Interbrand gebruikt in essentie deze methode om haar merkwaarderingen uit te voeren. Omdat niet in elke situatie een vergelijkbaar product zonder merk bestaat, hanteert Interbrand een methode waarbij de standaard winst per bedrijfsproces bepaald wordt. In een dergelijk voorbeeld wordt dan gesteld dat het fabriceren en vervoeren van een frisdrank een winstmarge van x% rechtvaardigt. Als Coca-Cola dan een winstmarge van 35% behaalt, dan wordt gesteld dat de premium als gevolg van het merk 35% min x% bedraagt. Dit percentage wordt vervolgens met de omzetverwachtingen vermenigvuldigd om op de totale merkwaarde te komen.

#### Extra marktaandeel-methode
Een andere op inkomen gebaseerde methode is die van het incrementele marktaandeel. Hierbij is de veronderstelling dat een merk niet alleen tot hogere prijzen kan leiden, maar ook bij dezelfde prijzen in een groter marktaandeel kan resulteren. Ook de waarde van dit marktaandeel is te becijferen door de gemiddelde winst per procent marktaandeel uit te rekenen en dit te vermenigvuldigen met het additionele marktaandeel.

### Marktgebaseerde aanpak
Wellicht de aanpak die het meest aansluit bij de realiteit is de marktgebaseerde aanpak. Bij deze aanpak wordt naar observeerbare prijzen in de markt voor merken gekeken. Het uitgangspunt is dan dat de enige juiste waarde van iets dat bedrag is dat een ander er voor zou willen betalen.

#### Vergelijking met andere merken

##### Vermenigvuldigingsfactor
Per branche kan een bepaalde vermenigvuldigingsfactor worden bepaald waaruit de merkwaarde afgeleid kan worden. Het exclusieve automerk Rolls-Royce is, los van de fabrieken, in 1998 verkocht aan BMW. In het (fictieve) geval dat vastgesteld kan worden dat prijs die voor het merk betaald is 550 euro per procent naamsbekendheid is geweest, dan kan door dezelfde vermenigvuldigingsfactor te gebruiken ook de prijs van het exclusieve automerk Spyker worden bepaald. Het enige dat dan nog gedaan hoeft te worden is de naamsbekendheid van Spyker te onderzoeken om tot een schatting van de huidige waarde van dat merk te komen. Hieruit volgt wel dat de uitkomst van deze methode alleen zinnig zijn als het vergelijkbare merken betreft en de vermenigvuldigingsfactor voldoende relevant is.

##### Verkoopprijs van vergelijkbaar merk
Soms worden er merken verkocht. Indien het te waarderen merk in voldoende mate op het recent verkochte merk lijkt, kan de waarde van het te waarderen merk geschat worden. Deze methode lijkt in dat opzicht dan ook erg op de multiple methode.

#### Overblijvende waarde-methode
Bij bedrijven met een bekende totale waarde (zoals beursgenoteerde ondernemingen) kan door alle bekende activa van de beurswaarde af te trekken, een soort overblijvende waarde bepaald worden. De merkwaarde is (een deel van) deze overblijvende waarde. Het probleem van deze methode is echter dat er vaak meer "onbekende" factoren een rol spelen bij het bepalen van de waarde van een onderneming. Zo zal het klantenbestand een zekere waarde vertegenwoordigen of kan er op de beurs impliciet waarde worden toegekend aan de kennis die in het bedrijf aanwezig is. De overblijvende waarde-methode lijkt dus vooral geschikt om te bepalen wat de maximale waarde van het merk is en zal slechts indien er geen enkele andere vorm van immaterieel actief in de onderneming aanwezig is gebruikt kunnen worden voor een absolute merkwaardebepaling.

#### Uitgespaarde licentiekosten
De waarde van een merk kan ook gezien worden als de contantgemaakte licentiekosten die niet aan een derde partij betaald hoeven te worden voor het gebruik van het merk. De aanname hierachter is dat het doorgaans eenvoudiger is om de prijs van een licentie te weten te komen dan de totale prijs van een merk.

## Het bouwen van merkwaarde
Aaker onderscheidt vijf variabelen die van invloed zijn op de waarde van een merk:
- Loyaliteit van klanten aan het merk
- Merkbekendheid
- Gepercipieerde kwaliteit
- Merkassociaties
- Overige eigenschappen van het merk

## Waarde van 20 grootste merken volgens Interbrand
Jaarlijks publiceert het adviesbureau Interbrand in samenwerking met BusinessWeek een lijst met de 100 meest waardevolle wereldwijde merken. In onderstaande tabel is een overzicht opgenomen van de waarderingen uit de periode 1999 tot en met 2013 in miljarden Amerikaanse dollars van wat volgens Interbrand de 20 waardevolste merknamen in 2013 zijn (met een streepje als waardering niet bekend is):
| Interbrand merkwaarderingen van 1999-2013 | Interbrand merkwaarderingen van 1999-2013 | Interbrand merkwaarderingen van 1999-2013 | Interbrand merkwaarderingen van 1999-2013 | Interbrand merkwaarderingen van 1999-2013 | Interbrand merkwaarderingen van 1999-2013 | Interbrand merkwaarderingen van 1999-2013 | Interbrand merkwaarderingen van 1999-2013 | Interbrand merkwaarderingen van 1999-2013 | Interbrand merkwaarderingen van 1999-2013 |
| ----------------------------------------- | ----------------------------------------- | ----------------------------------------- | ----------------------------------------- | ----------------------------------------- | ----------------------------------------- | ----------------------------------------- | ----------------------------------------- | ----------------------------------------- | ----------------------------------------- |
|                                           | 1999                                      | 2000                                      | 2001                                      | 2002                                      | 2003                                      | 2004                                      | 2005                                      | 2006                                      | 2013                                      |
| Apple                                     | -                                         | -                                         | -                                         | -                                         | -                                         | -                                         | -                                         | -                                         | 98.3                                      |
| Google                                    | -                                         | -                                         | -                                         | -                                         | -                                         | -                                         | -                                         | -                                         | 93.3                                      |
| Coca-Cola                                 | 83.8                                      | 72.5                                      | 68.9                                      | 69.6                                      | 70.5                                      | 67.4                                      | 67.5                                      | 67.0                                      | 79.2                                      |
| IBM                                       | 43.8                                      | 53.2                                      | 52.8                                      | 51.2                                      | 51.8                                      | 53.8                                      | 53.4                                      | 56.2                                      | 78.8                                      |
| Microsoft                                 | 56.7                                      | 70.2                                      | 65.1                                      | 64.1                                      | 65.2                                      | 61.4                                      | 59.9                                      | 56.9                                      | 59.5                                      |
| GE                                        | 33.5                                      | 38.1                                      | 42.4                                      | 41.3                                      | 42.3                                      | 44.1                                      | 47.0                                      | 48.9                                      | 46.9                                      |
| McDonald's                                | 26.2                                      | 27.9                                      | 25.3                                      | 26.4                                      | 24.7                                      | 25.0                                      | 26.0                                      | 27.5                                      | 42.0                                      |
| Samsung                                   | -                                         | 5.2                                       | 6.4                                       | 8.3                                       | 10.9                                      | 12.6                                      | 15.0                                      | 16.2                                      | 39.6                                      |
| Intel                                     | 30.0                                      | 39.0                                      | 34.7                                      | 30.9                                      | 31.1                                      | 33.5                                      | 35.6                                      | 32.3                                      | 37.3                                      |
| Toyota                                    | 12.3                                      | 18.8                                      | 18.6                                      | 19.4                                      | 20.8                                      | 22.7                                      | 24.8                                      | 27.9                                      | 35.3                                      |
| Mercedes-Benz                             | 17.8                                      | 21.1                                      | 21.7                                      | 21.0                                      | 21.4                                      | 21.3                                      | 20.0                                      | 21.8                                      | 31.9                                      |
| BMW                                       | 11.3                                      | 13.0                                      | 13.9                                      | 14.4                                      | 15.1                                      | 15.9                                      | 17.1                                      | 19.6                                      | 31.8                                      |
| Cisco                                     | -                                         | 20.1                                      | 17.2                                      | 16.2                                      | 15.8                                      | 15.9                                      | 16.6                                      | 17.5                                      | 29.1                                      |
| Disney                                    | 32.3                                      | 33.6                                      | 32.6                                      | 29.3                                      | 28.0                                      | 27.1                                      | 26.4                                      | 27.8                                      | 28.1                                      |
| Hewlett-Packard                           | 17.1                                      | 20.6                                      | 18.0                                      | 16.8                                      | 19.9                                      | 21.0                                      | 18.9                                      | 20.5                                      | 25.8                                      |
| Gillette                                  | 15.9                                      | 17.4                                      | 15.3                                      | 15.0                                      | 16.0                                      | 16.7                                      | 17.5                                      | 19.6                                      | 25.1                                      |
| Louis Vuitton                             | 4.1                                       | 6.9                                       | 7.1                                       | 7.1                                       | 6.7                                       | -                                         | 16.1                                      | 17.6                                      | 24.9                                      |
| Oracle                                    | -                                         | -                                         | 12.2                                      | 11.5                                      | 11.3                                      | 10.9                                      | 10.9                                      | 11.5                                      | 24.1                                      |
| Amazon                                    | -                                         | -                                         | -                                         | -                                         | -                                         | -                                         | -                                         | -                                         | 23.6                                      |
| Honda                                     | 11.1                                      | 15.2                                      | 14.6                                      | 15.1                                      | 15.6                                      | 14.9                                      | 15.8                                      | 17.0                                      | 18.5                                      |